# اولریش تافرتسهوفر
اولریش تافرتسهوفر (انگلیسی: Ulrich Taffertshofer؛ زادهٔ ۱۴ فوریهٔ ۱۹۹۲) بازیکن فوتبال اهل آلمان است.